# Kydlinov
Kydlinov – część hradeckiej dzielnicy Plácky (do 1954 r. Plotiště nad Labem), która jest położona po prawej stronie Łaby.

## Geografia i przyroda

### Położenie
Kydlinov jest położony na obszarze Kotliny Czeskiej, po prawej stronie rzeki Łaby. Jego współrzędne geograficzne: 50° 14' 17.92" długości geograficznej wschodniej oraz 15° 49' 19.45" szerokości geograficznej północnej (budynek byłego młyna).

### Hydrologia
Kydlinov leży w dorzeczu Łaby. Najważniejszym jej dopływem jest sztuczny Labský náhon oraz potok Melounka. W pobliżu młyna znajduje się również mały staw.

### Geologia
Pagórkowaty teren składający się z wapiennych mułowców i iłowców z wkładkami margli santonu i koniaku, które są w dużej mierze pokryte osadami czwartorzędowymi. 

### Fauna i flora
Lokalna fauna i flora składa się z typowych gatunków Europy Środkowej. Reprezentowana zwłaszcza przez rośliny i zwierzęta lasów łęgowych.

### Ochrona przyrody
W Kydlinovie nie znajdują się obszary chronione.

## Demografia

### Liczba ludności
| Rok             | 1869 | 1910           |
| --------------- | ---- | -------------- |
| Liczba ludności | 30   | 536 (+ Plácky) |

Źródło: Seznam míst v království Českém. Sestaven na základě úředních dat k rozkazu c.k. místodržitelství, Praha 1913

## Historia
Przy kanału doprowadzającym wodę do młyna znaleziono pozostałości neolitycznej osady, ale stwierdzono tutaj również naczynia z okresu kultury łużyckiej oraz w kilku jamach zebrano parę odłamków naczyń kultury lateńskiej (celtyckiej). To wszystko jest dowodem, że obszar ten był zamieszkały już w okresie prahistorycznym.
Od XIV wieku Kydlinov został umieszczony pomiędzy domy, których właściciele byli zobowiązani w razie potrzeby do obrony zamku w Hradcu Kralove. W 1358 r. majątek ten należał do mieszczanina hradeckiego Kydlina, po którym później nosił nazwę. Należał do niego młyn, cegielnia i uprzywilejowana tawerna „Na Wielkiej“.

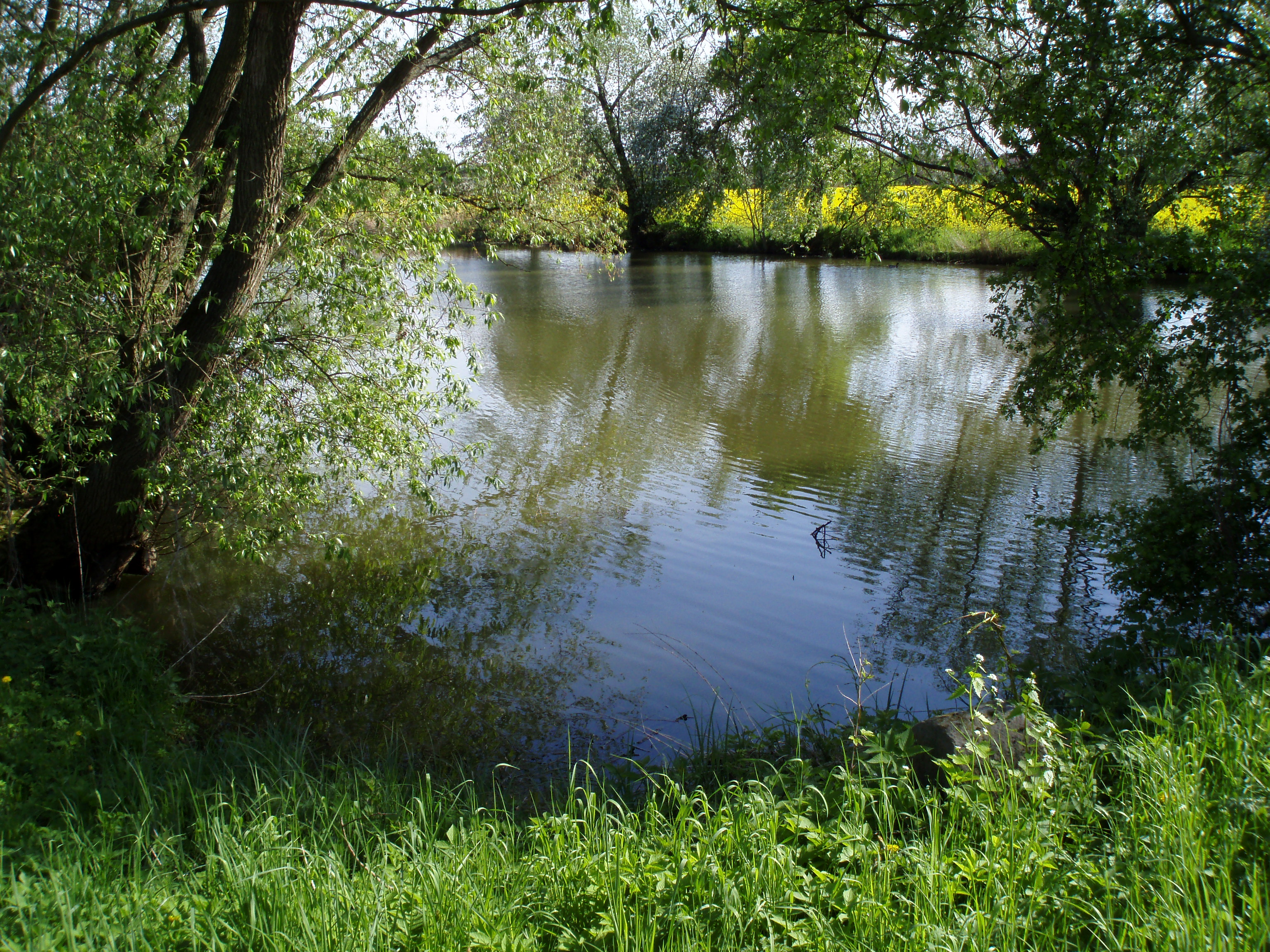
Staw Kydlinovski

Pierwotny młyn znajdował się na potoku Melounka (dawniej Melonka na miejscu domów nr. 31, 32, 78, 79), ponieważ w momencie jego powstania nie było jeszcze Dużego i Małego Kanału Łabskiego i przed 1540 r. należał do Doroty Kydlinovej. Przy nim Mikuláš (Mikołaj) Kydlín założył mały zakład rzemieślniczy do szlifowania noży (1535). Trzy lata później został zbudowany nowy młyn oraz utworzony nowy kanał, który pozwolił miastu Hradec Králové prowadzić wody Łaby z Předměřic nad Łabą do stawu Březhradskiego. Po śmierci Mikołaja pozyskał jego majątek jako kaduk cesarz Maksymilian II Habsburg, który go sprzedał miastu Hradec Králové za 3.000 kóp groszy czeskich. Jednak zachował dla siebie prawo do wydobywania oraz do polowania.
4 listopada 1588 Hradec Králové sprzedał młyn młynarzowi Jerzymu Vosickiemu, poddanemu Rudolfa ze Stubenberka z Nového Hradišťa nad Metují za 4.000 kóp groszy czeskich, pod warunkiem, aby stał się poddanym miasma Hradca Králové. Z młyna następnie płacił 5 kóp rocznych odsetek oraz radnym hradeckim 6 kur na Boże Narodzenie.
Po klęsce pod Białą Górą Kydlinov został skonfiskowany i wrócił do miasta dopiero po oficjalnym piśmie z dnia 11 maja 1628, ale już w 1633 r. otrzymują młyn minoryci i oferują go miastu za 2.000 złotych.
Podczas wojny trzydziestoletniej zamieszkali tu Szwedzi. Świadectwem o tym są odkrycia archeologiczne w kanału doprowadzającym wodę do młyna - halabarda i miedziany pojemnik z pieniędzmi.
W 1671 r. młyn należał do Mateusza Švendy z Rosenthalu, sołtysa cesarskiego miasta Jaroměř. Jakiś czas przed 1689 r. został Kydlinov majątkiem miasta Hradec Kralove, którego własnością był jeszcze w 1692 roku. 
12 września 1717 wyszedł ogień, przez który młyn został znacznie uszkodzony i zboże oraz bydło spalone. Przyczyn pożaru nie vykryto, ale nie wyklucza się celowego podpalenia.
Kiedy właścicielem młyna był Jerzy Gangler, został zbudowany młyn do wytwarzania jagieł, ale już w 1734 r. sprzedał on młyn Jakubowi Kumprichtowi (znany też jako Kumprecht) z żoną Anną. Ludmila Maršonová kupiła dworski młyn Kydlinov w zakresie raabizacji, czyli reformy polegającej na zamianie roboty pańszczyźnianej na czynsz pieniężny. Jej syn Jan Maršon sprzedał Kydlinov na dobrowolnej aukcji.
Od 1799 r. młyn był własnością Franciszka Střemchy, który między innymi udzielił pomocy oraz schronienia kronikarzowi hradeckiemu Franciszkowi de Paula Švenda, którego dom na Wielkim Placu spłonął 24 sierpnia 1814, a 15 lutego 1822 także tutaj zmarł. 
Na początku 1832 r. pomocnik młynarza Franciszek Baier stał się pierwszą lokalną ofiarą epidemii cholery, która wybuchła w Czechach w 1831 r. (prawdopodobnie została sprowadzona z Indii). 
Do początku XX w. ogród młyna Kydlinovskiego służył do przeprowadzenia publicznych treningów miejscowych klubów sportowych (DTJ i TJ Sokol), i do budowy własnego boiska. Ówczesnymi właścicielami byli Josefa Střemchová (właśc. Valentová, zmarła 12 maja 1872), Jan Střemcha (zmarł 16 maja 1879), jego wdowa Johana Střemchová (właśc. Morávková, zmarła 18 grudnia 1904) oraz syn Jan Střemcha (zmarł 28 lutego 1908). Do 1927 pozostał młyn w Kydlinovie własnością Jana Střemchy W tym okresie Kydlinova bezpośrednio dotknąła przestępczość, ponieważ w nocy na 10 lutego 1923 nieznani sprawcy włamali się do lodówki i ukradli 150 kg mięsa wieprzowego na łączną kwotę 4.300 koron czechosłowackich.

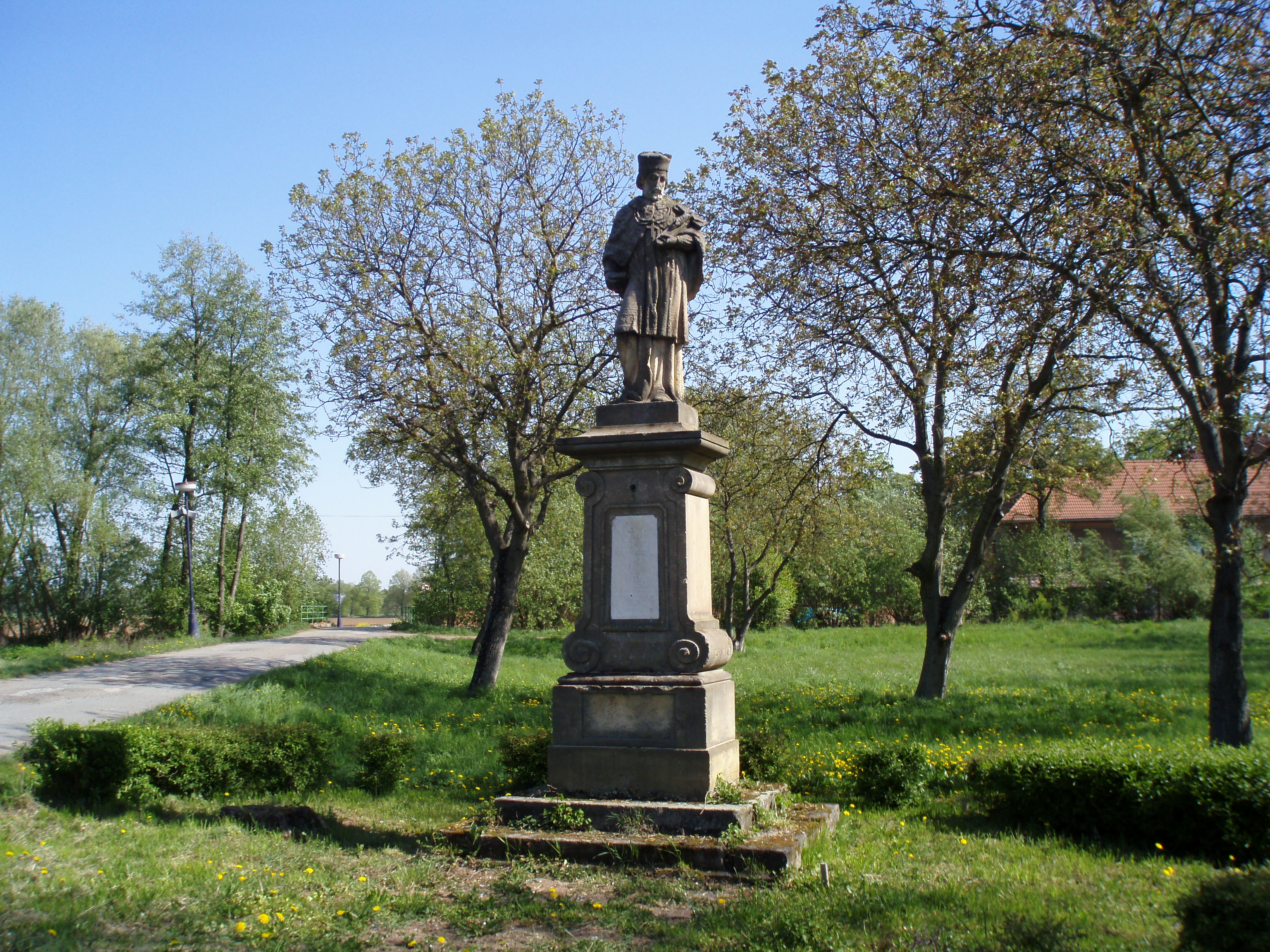
Rzeźba św. Jana Nepomucena

W latach trzydziestych ubiegłego stulecia młyn Kydlinov, zabudowania gospodarcze i grunty wynajmowała firma Josef Voženílek i synowie. W 1935 r. młyn przy gospodarstwie rolnym o powierzchni 76 ha 67 arów 29 m² zatrudniał 20 osób, w tym 6 w młynie i 3 urzędników. Wtedy do młyna należało 10 numerów domowych (25, 133, 134, 9, 46, 47, 48, 21 w Pláckach oraz 80, 81 w miejscowości Plotiště). W kolejnych latach zmniejszała się aktywność młyna (w 1935 r. w handlowym młynu 74 wagonów żyta i 43 wagonów pszenicy, w wiejskim młynie 34 wagonów ziarna) i coraz bardziej zastępowały go młyny Budín oraz Předměřice. W 1937 roku był zajęty cały czas mlewem dla korpusowego magazynu prowiantowego. 22 listopada tego roku wybuchł pożar na strychu nad stajnią i chlewem. Na szczęście spaliło się tylko 6 samochodów siana. 
Od końca lat czterdziestych XX w. tutaj prowadziło działalność Państwowe Gospodarstwo Rolne Kydlinov, które między innymi uprawiało wczesne i późne warzywa. W rezultacie restytucji majątku Kydlinov został wydany na rzecz pierwotnych właścicieli budynków i od 1991 roku tutaj prowadzi przedsiębiorstwo Ing. Ivan Horák (Ing. Ivan Horák - STATEK KYDLINOV).

## Zabytki
- Były młyn oraz sąsiednie budynki
- Rzeźba św. Jana Nepomucena z 1898 r. (autor rzeźbiarz Vondrouš z Hořic v Podkrkonoší)